# Initiative populaire « pour un district du Knonau sans autoroute »
L'initiative populaire « pour un district du Knonau sans autoroute » est une initiative populaire fédérale suisse, rejetée par le peuple et les cantons le 1er avril 1990.

## Contenu
L'initiative demande d'ajouter un aliéna à l'article 36bis de la Constitution fédérale pour spécifier qu'aucune route nationale ne peut être construite sur le territoire de la commune de Knonau, dans le canton de Zurich.
Le texte complet de l'initiative peut être consulté sur le site de la Chancellerie fédérale.

## Déroulement

### Contexte historique
En Suisse, le terme de « route nationale » regroupe, selon l'article 36 de la Constitution, l'ensemble des « voies de communication les plus importantes présentant un intérêt pour la Suisse en général » ; ce même article 36 donne à la Confédération le pouvoir législatif pour « l'établissement et l'utilisation d'un réseau de routes nationales », déléguant aux cantons la responsabilité de la construction et de l'entretien de ces routes. Cet article est approuvé en votation populaire le 6 juillet 1958, alors qu'il est présenté comme contre-projet direct à l'initiative populaire « pour l'amélioration du réseau routier » présentée par l'Automobile Club suisse et qui sera ensuite retirée en faveur de ce contre-projet.
Basé sur cet article, la loi sur les routes nationales est publiée le 8 mars 1960 et une première liste de 12 routes nationales (plus 4 tronçons spéciaux) est dressée dans un arrêté du 21 juin 1960. Par la suite, de nombreuses demandes sont faites pour étendre cette liste qui a été revue à trois reprises, le 25 juin 1965 pour ajouter le tunnel routier du Saint-Gothard, le 23 juin 1971 pour ajouter le contournement autoroutier de Zurich par le nord et l'ouest et le 5 octobre 1984 pour ajouter la Transjurane.
Devant le refus du gouvernement fédéral de toute autre modification du plan général, Franz Weber lance, en 1974 une initiative qui demande que le peuple puisse être consulté pour toute réalisation de route nationale. Cette initiative, bien que rejetée en votation populaire le 26 février 1978, provoque la création, le 8 novembre 1978, d'une commission (appelée « commission Biel » du nom de son président Walter Biel)  chargée de procéder au réexamen de 6 tronçons autoroutiers prévus à la construction. Les résultats de cette commission, publiés le 25 septembre 1981 préconise la construction de cinq des six tronçons étudiés, seul une jonction dans la banlieue de Zurich étant rejetée.
Le 9 juin 1987, le Conseil fédéral décide, dans le cadre d'un projet de lutte contre la pollution de l'air arrêté par le Parlement, de geler le plan d'extension du réseau des routes fédérales tant que le programme ferroviaire Rail 2000 n'est pas totalement réalisé. Toutefois, jugeant cette mesure insuffisante, l'Association suisse des transports lance conjointement quatre initiatives populaires dans le but de ralentir ce que les initiants appellent « un bétonnage excessif ». Outre le tronçon de l'autoroute A4 concerné par cette initiative trois autres tronçons sont ainsi visés, à savoir les autoroutes A5 entre Soleure et Bienne et A1 entre Yverdon et Morat et enfin la Transjuranne. La dernière de ces initiatives, officiellement baptisée « pour un canton du Jura libre d'autoroute », sera finalement retirée le 21 novembre 1989.

### Récolte des signatures et dépôt de l'initiative
La récolte des 100 000 signatures nécessaires a débuté le 17 février 1987. Le 2 juillet de la même année, l'initiative a été déposée à la chancellerie fédérale qui l'a déclarée valide le 23 décembre.

### Discussions et recommandations des autorités
Le Conseil fédéral et le parlement recommandent tous deux le rejet de cette initiative. Dans son message adressé à l'assemblée, le Conseil fédéral réfute les arguments du comité référendaire selon lesquels la construction de cette partie de l'autoroute N4 demanderait forcément la création de nouvelles routes dans la banlieue de Zurich, provoquant la perte « de plus de 100 ha de forêts et de terres agricoles ». Selon lui, l'étude de faisabilité de ce tronçon menée en 1986 est toujours valable et « il n'y a aucune raison de revenir aujourd'hui sur cette décision », la surface nécessaire pour cette réalisation ne représentant que 50 hectares dont la plupart sont alors déjà réservés dans ce but.

### Votation
Soumise à la votation le 1er avril 1990, l'initiative est refusée par la totalité des 20 6/2 cantons et 68,6 % des suffrages exprimés. Le tableau ci-dessous détaille les résultats par cantons :

## Effets
Présentées le même jour à la votation que cette initiative, les deux autres demandes jumelles vont connaitre le même sort : l'initiative « contre la construction d'une autoroute entre Bienne et Soleure / Zuchwil » est refusée par 66,0 % des votants et celle « pour une région sans autoroute entre Morat et Yverdon » par 67,3 % des votants. Toujours le même jour, l'initiative lancée par les Verts et par les POCH visant à limiter la construction de nouvelles autoroutes est également rejetée par 71,5 % des votants.
Par la suite, et à l'opposé, l'initiative des Alpes qui fait passer de la route au rail le trafic des marchandises est approuvée le 20 février 1994 par 51,9 % des votants ; par la suite, le 8 février 2004, le peuple refuse à 68,2 % le contre-projet à l'initiative « Avanti » qui prévoyait un élargissement de certains tronçons d'autoroutes et le percement d'une seconde galerie au tunnel du Gothard, en contradiction partielle avec l'initiative des Alpes.